# 维朗德罗
维朗德罗（法語：Villandraut，法語發音：[vilɑ̃dʁo]）是法国吉伦特省的一个市镇，属于朗贡区。

## 地理
维朗德罗（44°27'26"N, 0°22'20"W）面积12.58 平方千米，位于法国新阿基坦大区吉倫特省，该省份为法国西南部沿海省份，是法國本土面积最大的省，北起滨海夏朗德省，西临大西洋，南至朗德省，东南接洛特-加龍省，东临多爾多涅省。
与维朗德罗接壤的市镇（或旧市镇、城区）包括：诺阿扬、巴利扎克、普雷沙克、圣莱热德巴尔松、于泽斯特。

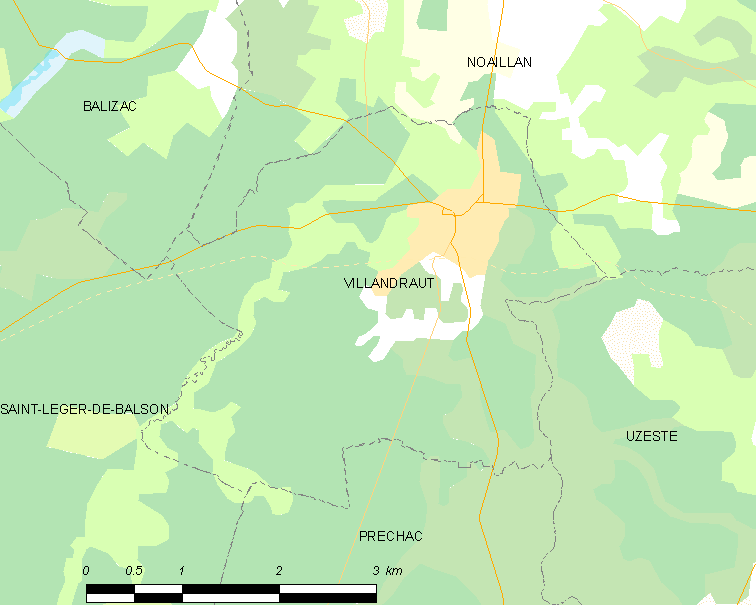
维朗德罗的OSM定位图

维朗德罗的时区为UTC+01:00、UTC+02:00（夏令时）。

## 行政
维朗德罗的邮政编码为33730，INSEE市镇编码为33547。

## 政治
维朗德罗所属的省级选区为南吉伦特县。

## 人口

1962-2008年间维朗德罗人口变化图示

维朗德罗于2022年1月1日时的人口数量为1140人。